# 650e Infanteriedivisie (Russ.)
De 650e Infanteriedivisie (Russ.) (Duits: 650. Infanterie-Division (Russ.)) was de officiële Duitse aanduiding voor de 2e Infanteriedivisie van het Russisch Bevrijdingsleger VS-KONR dat eind 1944 met Duitse steun werd opgericht.
De divisie werd opgericht op 10 januari 1945,  stond onder leiding van generaal Georgi Zverev en werd gelegerd in Heuberg, niet ver van Münsingen waar de 1e Divisie van het VS-KONR (ook wel 600e Infanteriedivisie (Russ.) genaamd) was gelegerd. Net als die divisie maakte de 2e Divisie aanvankelijk onderdeel uit van het Ersatzheer, het reserveleger van de Wehrmacht. 
Op 28 januari 1945 werd het commando over beide divisies overgedragen aan het Comité voor de Bevrijding van de Volkeren van Rusland (KONR), dat de status van bondgenoot kreeg. De 2e divisie bevond zich toen nog in de opbouwfase en bereikte nooit haar volledige organieke sterkte. In tegenstelling tot de 1e divisie, die werd opgebouwd rond een kern van Russische veteranen van de Wehrmacht en de Waffen-SS, bestond de 2e divisie in eerste instantie hoofdzakelijk uit recentelijk overgelopen militairen uit het Rode Leger, later aangevuld met 7 Russische bataljons van de Wehrmacht. 
Aan het einde van de oorlog trok de divisie op bevel van generaal Vlasov, opperbevelhebber van het VS-KONR, naar het gebied tussen Linz en Budweis waar zij zich op 5 mei 1945 probeerde over te geven aan de Amerikaanse troepen onder leiding van generaal Dwight Eisenhower. De Amerikanen weigerden de Russen echter de garantie te geven dat zij niet zouden worden uitgeleverd aan de Sovjet-Unie, hoewel een dergelijke uitlevering een schending was van het internationaal recht. Slechts enkele duizenden soldaten slaagden erin in Amerikaanse krijgsgevangenschap te belanden en verbleven tot september 1945 in een kamp bij Landau an der Isar en werden daarna overgebracht naar Plattling van waaruit ze, na eerst te zijn mishandeld door Amerikaanse soldaten, op 26 februari 1946 werden gedeporteerd naar de Sovjet-Unie. Hier belandden de militairen direct in Goelagkampen. Divisiecommandant Zverev werd na een schijnproces, net als de andere leiders van het KONR, op 1 augustus 1946 opgehangen. 

## Commandanten
| Naam          | Rang         | Begin        | Eind     |
| ------------- | ------------ | ------------ | -------- |
| Georgi Zverev | Generalmajor | januari 1945 | mei 1945 |

## Samenstelling
- Grenadier-Regiment 1651
- Grenadier-Regiment 1652
- Grenadier-Regiment 1653
- Artillerie-Regiment 1650
- Pionier-Bataillon 1650
- Divisionseinheiten 1650